# XtremeAir XA41
Die Xtreme Air XA41 ist ein einsitziges Hochleistungskunstflugzeug der Firma Xtreme Air aus Cochstedt in Sachsen-Anhalt. Der Prototyp trug die Bezeichnung Xtreme 3000.

## Geschichte
Das Flugzeug wurde ab 2004 im Auftrag von Klaus Schrodt durch Philipp Steinbach und Albert Mylius in Speyer entwickelt. Der Erstflug des Prototyps erfolgte am 19. Mai 2006 in Oehna-Zellendorf mit Philipp Steinbach am Steuer, der mit der Maschine 2006 in Tannheim und 2007 in Cochstedt deutscher Kunstflugmeister wurde. Bisher wurden über 40 Flugzeuge der Reihe XA41/42 hergestellt, welche bereits weltweit Erfolge in angesehenen Wettbewerben sammelten. Die Firma befindet sich seit 2007 in Cochstedt bei Magdeburg.

## Technische Daten
Das Flugzeug in Mitteldeckerauslegung besteht komplett aus kohlenstofffaserverstärktem Kunststoff. Es ist mit einem Sechszylinder-Boxermotor Textron-Lycoming AEIO 580 L1B5 mit 242 kW (330 PS) Leistung und einem Mühlbauer-Drei- oder auch -Vierblattpropeller ausgerüstet.
| Kenngröße             | Daten                                              |
| --------------------- | -------------------------------------------------- |
| Länge                 | 6,30 m                                             |
| Spannweite            | 7,50 m                                             |
| Höhe                  | 2,30 m                                             |
| Flügelfläche          | 11,25 m²                                           |
| Flügelstreckung       | 5,0                                                |
| Leermasse             | 570 kg                                             |
| Startmasse            | 750 kg                                             |
| Höchstgeschwindigkeit | 210 kn (ca. 400 km/h)                              |
| Lastvielfache         | +10/−10g                                           |
| Rollrate              | 450°/s                                             |
| Reichweite            | 800 NM (ca. 1.500 km)                              |
| Triebwerke            | Textron-Lycoming AEIO-580-L1B5 mit 242 kW (330 PS) |